# Xysticus locuples
Xysticus locuples là một loài nhện trong họ Thomisidae.
Loài này thuộc chi Xysticus. Xysticus locuples được Eugen von Keyserling miêu tả năm 1880.